# کراتوخویلکا
کراتوخویلکا (به چکی: Kratochvilka) یک منطقهٔ مسکونی در جمهوری چک است که در ناحیه برنو-تسوونتری واقع شده‌است. کراتوخویلکا ۱٫۵ کیلومتر مربع مساحت و ۴۲۷ نفر جمعیت دارد و ۳۸۵ متر بالاتر از سطح دریا واقع شده‌است.